# 奥利佐纳
奥利佐纳是巴西戈亚斯州的一个市镇。总面积1972.865平方公里，总人口13508人，人口密度6.8人/平方公里。